# Giải thưởng phim truyền hình Hàn Quốc lần thứ 2
Giải thưởng phim truyền hình Hàn Quốc lần thứ hai (tiếng Hàn: 코리아 드라마 어워즈) là một lễ trao giải cho những bộ phim truyền hình xuất sắc của Hàn Quốc được diễn ra tại Jinju, Nam Gyeongsang vào ngày 1 tháng 11 năm 2008 và được dẫn chương trình bởi Yeon Jung-hoon và Lee Da-hae. 120 bộ phim truyền hình Hàn Quốc lọt vào danh sách đề cử là những bộ phim được phát sóng từ ngày 1 tháng 10 năm 2007 tới 30 tháng 10 năm 2008.

## Đề cử và kết quả
(Người giành giải được in đậm)
| Grand Prize (Daesang) | Phim xuất sắc nhất |
| --- | --- |
| - Kim Myung-min - Bản giao hưởng định mệnh | - Sự phẫn nộ của người mẹ (KBS2) - Dae Jo-yeong (KBS1) - Thực khách (SBS) - Thái vương tứ thần ký (MBC)                   |
| Nam diễn viên xuất sắc nhất | Nữ diễn viên xuất sắc nhất                                                                                                |
| - Choi Soo-jong - Dae Jo-yeong - Cho Jae-hyun - Trái tim nhân ái - Kim Myung-min - Bản giao hưởng định mệnh | - Kim Ha-neul - Sóng gió hậu trường - Bae Jong-ok - Vượt qua nỗi đau - Kim Hye-ja - Sự phẫn nộ của người mẹ               |
| Nam diễn viên xuất sắc | Nữ diễn viên xuất sắc |
| - Kim Rae-won - Thực khách - Ahn Nae-sang - Khi những bà nội trợ hành động - Jang Keun-suk - Bản giao hưởng định mệnh - Kim Sang-kyung - Thế Tông Đại vương | - Han Ji-hye - Đáng yêu hay không - Kim Ji-ho - Even So Love - Sung Yu-ri - Hong Gil-dong - Yoo Sun - That Woman Is Scary |
| Giải thưởng yêu thích của cộng đồng mạng | Giải thưởng đặc biệt |
| - Im Yoona - Em là định mệnh đời anh - Kim Bum - Phía đông vườn địa đàng - Kim Hee-jung - Khi những bà nội trợ hành động - Kim Hyun-sook - Cô nàng mũm mĩm - Phần 3 - Cha Ye-ryun - Working Mom - Lee Jin-wook - Lâu đài thủy tinh - Lee Young-eun - Đáng yêu hay không - Park Jae-jung - Em là định mệnh đời anh - Yoon Sang-hyun - Cánh chim mùa đông, Bí mật đảo Coocoo | - Kim Hae-sook - Khi những bà nội trợ hành động                                                                           |
| Giải cống hiến | Giải cống hiến Hallyu |
| - Baek Il-seob - Sự phẫn nộ của người mẹ - Choi Bool-am - Kang Boo-ja - Na Moon-hee | - Bae Yong-joon - Thái vương tứ thần ký                                                                                   |